# Hylomyscus endorobae
Hylomyscus endorobae Heller, 1910 è un roditore della famiglia dei Muridi diffuso nell'Africa orientale.

## Descrizione

### Dimensioni
Roditore di piccole dimensioni, con la lunghezza della testa e del corpo tra 92 e 120 mm, la lunghezza della coda tra 123 e 172 mm e la lunghezza del piede tra 18 e 26,5 mm.

### Aspetto
La pelliccia è soffice e lanosa. Le parti superiori variano dal giallo-brunastro al grigio, mentre le parti ventrali sono grigio-biancastre, talvolta con dei riflessi giallo-brunastri. La linea di demarcazione lungo i fianchi è netta. La testa è grigia, i lati inferiori del muso sono bianchi, mentre sono presenti degli anelli neri intorno agli occhi. Le orecchie sono grandi, marroni scure e prive di peli. La coda è più lunga della testa e del corpo, uniformemente bruno-grigiastra e ricoperta densamente di peli nella parte terminale. Le femmine hanno un paio di mammelle pettorali, un paio post-ascellari e 2 paia inguinali. 

## Biologia

### Comportamento
È una specie arboricola e notturna. 

## Distribuzione e habitat
Questa specie è diffusa in Uganda orientale e Kenya centro-occidentale.
Vive nelle foreste afro-montane tra 2.135 e 3.260 metri di altitudine.

## Conservazione
Questa specie, essendo stata riconosciuta solo recentemente, non è stata sottoposta ancora a nessun criterio di conservazione.